# Шнеерсон, Борух-Шнеер
Борух-Шнеер Шнеерсон (Baruch Schneur Schneersohn) — меламед из хасидской династии Шнеерсонов.

## Биография
Родился в семье Леви Ицхака Шнеерсона. Дед — Барух Шалом Шнеерсон.

## Семья
Жена — Зелда-Рохл.
Дети:
- Леви Ицхак Шнеерсон
  - Менахем Мендл Шнеерсон
- Шмуэль Шнеерсон (родился в 1888, Поддобрянка)
  - Мендель Шнеерсон — (13 (26) сентября 1916 — 1987, Иваново)